# Lee Bergere
Lee Bergere, né le 10 avril 1924 à New York (arrondissement de Brooklyn, État de New York) et mort le 31 juillet 2007 à Fremont (New Hampshire), est un acteur américain.

## Biographie
Lee Bergere entame sa carrière au théâtre et débute à Broadway (New York) dans une reprise de la comédie musicale Lady in the Dark en 1943 (musique de Kurt Weill, avec Gertrude Lawrence et Hugh Marlowe).
Après trois pièces représentées respectivement en 1944, 1952-1953 et 1968, il joue une cinquième et dernière fois à Broadway en 1972, dans une reprise de la comédie musicale L'Homme de la Mancha (avec Richard Kiley et Robert Rounseville).
Actif surtout à la télévision américaine, il contribue à soixante-sept séries — plusieurs de western —, les deux premières en 1954 (dont un épisode de Studio One). Suivent notamment Perry Mason (trois épisodes, 1963-1965), Star Trek (épisode La Frontière, 1969, où il personnifie Abraham Lincoln), Wonder Woman (un épisode, 1978) et le feuilleton Dynastie (cinquante-six épisodes, 1981-1983, dans le rôle du majordome Joseph Anders).
Sa dernière série est Falcon Crest (deux épisodes, 1989). S'ajoutent trois téléfilms, le premier diffusé en 1967, le dernier en 1978 (Evening in Byzantium de Jerry London, avec Glenn Ford et Eddie Albert).
Au cinéma enfin, Lee Bergere contribue à seulement trois films américains, le premier sorti en 1968, le troisième en 1989 (année où il se retire). Le deuxième est Bob et Carole et Ted et Alice de Paul Mazursky (1969, avec Natalie Wood et Robert Culp). Signalons également le documentaire Birds Do It, Bees Do It (1974) comme narrateur.

## Théâtre à Broadway (intégrale)
- 1943 : Lady in the Dark, comédie musicale, musique, arrangements et orchestrations de Kurt Weill, lyrics d'Ira Gershwin, livret (et mise en scène) de Moss Hart, direction musicale Maurice Abravanel, costumes d'Irene Sharaff et Hattie Carnegie : Ben Butler
- 1944 : Right Next to Broadway de Paul K. Paley : Danny
- 1952-1953 : Mrs. McThing de Mary Chase, mise en scène de Joseph Buloff, costumes de Lucinda Ballard : Nelson (remplacement, dates non spécifiées)
- 1968 : Happiness Is Just a Little Thing Called a Rolls Royce d'Arthur Alsberg et Robert Fisher, costumes d'Ann Roth : Phil Gorshin
- 1972 : L'Homme de la Mancha (Man of La Mancha), comédie musicale, musique de Mitch Leigh, lyrics de Joe Darion, livret de Dale Wasserman, chorégraphie de Jack Cole : Dr Carrasco

## Filmographie partielle

### Cinéma
- 1968 : En pays ennemi (In Enemy Country) de Harry Keller : Miral
- 1969 : Bob et Carole et Ted et Alice (Bob & Carol & Ted & Alice) de Paul Mazursky : Emilio
- 1974 : Birds Do It, Bees Do It de Nicolas Noxon et Irwin Rosten (documentaire) : narrateur (voix)

### Télévision

#### Séries
- 1954 : Studio One
  - Saison 6, épisode 25 Orage sur Sycamore Street (Thunder on Sycamore Street) de Franklin J. Schaffner : Arthur Hayes
- 1960 : One Step Beyond
  - Saison 2, épisode 39 La Tempête (The Storm) de John Newland : Joe Bernheim
- 1960 : Au nom de la loi (Wanted: Dead or Alive)
  - Saison 3, épisode 7 Le Témoin (Surprise Witness) : Carlos Domingo
- 1961 : Le Gant de velours (The New Breed)
  - Saison unique, épisode 9 Sweet Bloom of Death : Ed Wollock
- 1962 : Bonanza
  - Saison 3, épisode 31 La Dot (The Dowry) de Christian Nyby : Ricardo Fernandez
- 1962 : La Grande Caravane (Wagon Train)
  - Saison 5, épisode 32 The Mary Beckett Story : Alex Lamont
- 1963-1965 : Perry Mason, première série
  - Saison 6, épisode 28 The Case of the Witless Witness (1963) d'Arthur Marks : James Wall
  - Saison 7, épisode 4 The Case of the Deadly Verdict (1963) de Jesse Hibbs : Dr Charles Nevin
  - Saison 8, épisode 23 The Case of the Murderous Mermaid (1965) de Robert Sparr : Dr George Devlin
- 1964 : Sur le pont, la marine ! (McHale's Navy)
  - Saison 3, épisode 32 McHale and His Jet Set : Fair Pierre
- 1964 : Les Monstres (The Munsters)
  - Saison 1, épisode 15 Le Grand Rival (Herman's Rival) de Joseph Pevney : Ramon
- 1965 : Suspicion (The Al           d Hitchcock Hour)
  - Saison 3, épisode 19 Wally the Beard : le détective
- 1965 : La Famille Addams (The Addams Family)
  - Saison 1, épisode 34 L'Amour, ah ! l'amour (The Winning of Morticia Addams) de Sidney Lanfield : Dr François Chalon
- 1965 : Mon Martien favori (My Favorite Martian)
  - Saison 3, épisode 6 Tim, the Mastermind : DeWitt Merrick
- 1965 : Des agents très spéciaux (The Man from U.N.C.L.E.)
  - Saison 2, épisode 8 Le Tigre (The Tigers Are Coming Affair) d'Herschel Daugherty : le prince Panat
- 1965 : L'Homme à la Rolls (Burke's Law), première série
  - Saison 3, épisode 13 Or No Tomorrow de Virgil W. Vogel : le prince Dana Ransputa
- 1966 : Max la Menace (Get Smart)
  - Saison 1, épisode 29 Haute Couture (Shipment to Beirut) : Richelieu
- 1966-1971 : Papa Schultz ou Stalag 13 (Hogan's Heroes)
  - Saison 1, épisode 26 Visite royale (The Prince from the Phone Company, 1966) de Gene Reynolds : le comte Von Sichel
  - Saison 6, épisode 21 Commandant Gertrude (Kommandant Gertrude, 1971) de Bruce Bilson : le major Wolfgang Karp
- 1967 : Les Mystères de l'Ouest (The Wild Wild West)
  - Saison 2, épisode 24 La Nuit du fantôme du colonel (The Night of the Colonel's Ghost) : le colonel Wayne Gibson
- 1967-1969 : Mission impossible (Mission: Impossible)
  - Saison 1, épisode 15 L'Héritage (The Legacy, 1967) de Michael O'Herlihy : Alfred Kuderlee
  - Saison 4, épisode 10 Les Frères (The Brothers, 1969) : Dr Labashi
- 1968 : Les Aventuriers du Far West (Death Valley Days)
  - Saison 16, épisode 19 Out of the Valley of Death : le capitaine Culverwell
- 1968 : Match contre la vie (Run for Your Life)
  - Saison 3, épisode 26 The Exchange de John Llewellyn Moxey : Karl Verner
- 1968 : Mannix
  - Saison 1, épisode 15 Le Retour d'Ida Marion (Falling Star) de Denis Sanders : Steven Kosloff
  - Saison 2, épisode 2 Un cas de conscience (Comes Up Rose) de Gerald Mayer : Harvey Templeton
- 1969 : Star Trek
  - Saison 3, épisode 22 La Frontière (The Strange Curtain) d'Herschel Daugherty : Abraham Lincoln
- 1970 : Opération vol (It Takes a Thief)
  - Saison 3, épisode 21 The Suzie Simone Caper de Don Taylor : le serveur français Raoul
- 1970 : Sur la piste du crime (The F.B.I.)
  - Saison 6, épisode 7 The Innocents de Gene Nelson : James Bowden
- 1972-1973 : Doris Day comédie (The Doris Day Show)
  - Saison 4, épisode 21 The Crapshooter Who Would Be King (1972) : le prince Rupert
  - Saison 5, épisode 20 A Small Cure for Big Alimony (1973) de Lee Philips : Jeff O'Neal
- 1973 : L'Homme qui valait trois milliards (The Six Million Dollar Man)
  - Épisode pilote no 2 Vin, Vacances et Vahinés (Wine, Women and War) de Russ Mayberry : Masaha
- 1978 : Wonder Woman
  - Saison 2, épisode 16 Un diamant pour Wonder Woman (Death in Disguise) d'Alan Crosland Jr. : Marius
- 1981 : La croisière s'amuse (The Love Boat)
  - Saison 5, épisode 3 Two Grapes on the Vine/Aunt Sylvia/Deductible Divorce : Vince Van Durling
- 1981-1983 : Dynastie (Dynasty)
  - Saisons 1, 2, 3 et 4, 56 épisodes : le majordome Joseph Anders
- 1983 : Les deux font la paire (Scarecrow and Mrs. King)
  - Saison 1, épisode 8 L'Échange (Saved by the Bells) de Winrich Kolbe : Zinoviev
- 1985 : Nord et Sud (North and South), mini-série, 1re partie, épisodes 1 à 6 : Nicholas Fabray
- 1987 : Arabesque (Murder, She Wrote)
  - Saison 4, épisode 1 Une mort à la mode (A Fashionable Way to Die) : Maxime Soury
- 1989 : Falcon Crest
  - Saison 8, épisode 11 True Confessions, épisode 12 And Baby Makes Three et épisode 13 Dinner at Eight : Justin Nash

#### Téléfilms
- 1967 : Sullivan's Empire de Thomas Carr et Harvey Hart : Rudi Andujar
- 1973 : Incident at Vichy de Stacy Keach : le capitaine de police
- 1978 : Evening in Byzantium de Jerry London : M. Carroll